# Kásás Tamás
Kásás Tamás (Budapest, 1976. július 20. –) háromszoros olimpiai bajnok vízilabdázó. A válogatottal felnőtt és utánpótlás szinten is minden nagy tornán szerzett aranyérmet. Édesapja Kásás Zoltán vízilabdázó és edző. 2015. május 13-án őt választották a Halhatatlan Magyar Sportolók Egyesülete legújabb tagjának.

## Sportpályafutása
6 éves korában kezdett vízilabdázni. 1993-ban ifjúsági Európa-bajnokságot nyert. Ugyanebben az évben már tagja volt a felnőtt válogatott keretnek. A válogatottban 1994 márciusában mutatkozhatott be, majd junior Eb elsőséget szerzett és a Ferencvároshoz igazolt. 1995-ben második lett csapatával a LEN-kupában. A bajnokságban az elődöntőig jutottak. A junior válogatottal világbajnokságot nyert, a bécsi felnőtt Eb-n második volt, a világ kupát megnyerte a válogatottal. Az új szezont az Újpest játékosaként kezdte meg. Az év végi év csapat választáson második lett a válogatottal. Az Újpesttel 1996-ban magyar és BEK döntős volt. A bajnokságban harmadik lett. 1996-ban az atlantai olimpián a magyar válogatottal a 4. helyet szerezte meg.
1997-ben az UTE-val első lett a LEN-kupában. A világ kupán bronzérmet szerzett. A sevillai Európa-bajnokság döntőjében a magyar csapat az ő három góljával győzte le Jugoszláviát 3-2-re, megszerezve ezzel az aranyérmet. Az 1997–1998-as szezont az olasz Posillipo Napoli színeiben kezdte meg. Az 1998-as vb-n második helyezett volt. A Nápollyal 1998-ban megnyerte a BEK-et. 1999-ben elődöntős volt ebben a sorozatban. Az olasz bajnokságban második helyen végzett. Az Európa-bajnokságon és az azt követő világ kupán aranyérmes lett. Októberben a világválogatottban is szerepelt. 2000-ben olimpiát nyert Sydneyben. A válogatottal megnyerte az év csapat szavazást. Az év végén beszavazták az évszázad magyar válogatottjába.
2001-ben a BL elődöntőjéig jutott a Posillipóval. A budapesti Eb-n bronzérmet szerzett, a vb-n ötödik helyen végzett. A 2002-es BL-ben harmadik volt. A Világliga döntőjén vállsérülése miatt nem vett részt. A 2002-es FINA Világkupán a válogatott második volt, Kásás megkapta a legértékesebb játékos címet. 2003-ban KEK-győztes lett a Vasas ellenében. A szezon végén a Vasashoz igazolt. Az Európa-bajnokságon harmadik helyet szerzett, a vb-ről és a világliga-döntőről aranyéremmel tért haza. 2004-ben ob ezüstérmes volt. A BL-ben a Honvéd ejtette ki a Vasast. A szezon végén a Savonához igazolt. A válogatottal megnyerte a Világligát és az olimpiát.
Új csapatával 2005-ben megnyerte a LEN-kupát. A válogatottal vb második volt. A Világliga döntőjét kihagyta. 2006-ban az Euroliga elődöntőjéig jutott a Savonával. A Világkupában és az Eb-n második lett. A kontinens viadalon a legjobb játékosnak választották. A következő évtől a Pro Reccoban folytatta pályafutását. 2007-ben Olaszországban kupagyőztes és bajnok lett. Az Euroligában első helyen végeztek a Reccoval. A válogatottal második lett a vb-n. Novemberben európai szuperkupa-győztes lett. 2008-ban ismét megszerezték az Euroliga elsőségét. A válogatottal Európa-bajnoki bronzérmet szerzett, majd Pekingben megszerezte harmadik olimpiai bajnoki címét.
A 2008–2009-es olasz bajnokság elején az olasz idegenlégiós szabályok miatt nem szerepelt. A 2009-es és a 2010-es évet is kihagyta a válogatottban. 2009-től csak az Euroliga meccseken szerepelhetett a Reccoban, ismét a légiós szabályok miatt. 2009-ben második, 2010-ben első volt a Reccoval az Euroligában. 2010-ben az európai Szuperkupát is megnyerte. 2011 januárjától visszatért a válogatottba. 2011 júniusában lemondta a válogatottságot, így kihagyta a világbajnokságot. A szövetségi kapitány 2011 decemberében ismét számításba vehette Kásást az Európa-bajnokságra készülő válogatott keretben. 2012-ben bronzérmes volt az Európa-bajnokságon. A Reccóval Bajnokok Ligáját nyert. Az olimpián tagja volt az ötödik helyezett válogatottnak. Még Londonban bejelentette, hogy befejezi válogatott pályafutását.
2012 novemberében egy show-műsorban bejelentette, hogy az Amerikai Egyesült Államokban fiatal vízilabdázókkal foglalkozik majd. Az UCLA egyetemen dolgozott, de ezt a tevékenységét három hónap után befejezte. Később a Komjádi uszodánál éttermet nyitott.

## Eredményei
- háromszoros olimpiai bajnok (2000, 2004, 2008)
- olimpia bajnoki 4. (1996, Atlanta)
- Világbajnok: 2003
- világbajnoki ezüstérmes: 1998, 2005, 2007
- Világliga-győztes: 2003, 2004
- Világkupa-győztes: 1995, 1999
- világkupa ezüstérmes: 2002, 2006
- világkupa bronzérmes: 1997
- Európa-bajnok: 1997, 1999
- Európa-bajnoki ezüstérmes: 1995, 2006
- Európa-bajnoki bronzérmes: 2001, 2003, 2008, 2012
- junior világbajnok (1995)
- junior Európa-bajnok (1994)
- ifjúsági Európa-bajnok (1993)
- 3× BL-győztes (1998. Posillipo, 2007. Pro Recco, 2010 Pro Recco)
- BL-3. (2002. Posillipo)
- KEK-győztes (2003. Posillipo)
- LEN-kupa-győztes (1997. UTE)
- LEN-kupa döntős (1995. FTC)
- Magyar bajnokság, ezüstérmes: 2004
- Magyar bajnokság, bronzérmes: 1995, 1996
- Olasz bajnokság, aranyérmes: 2000, 2001, 2005, 2007, 2008, 2009
- Olasz bajnokság, ezüstérmes: 1998, 1999, 2002

## Díjai, elismerései
- Kiváló ifjúsági sportoló (1996)
- Az év magyar vízilabdázója (1999, 2006)
- A Magyar Köztársasági Érdemrend tisztikeresztje (2000)
- A 20. század magyar vízilabda-válogatottjának a tagja (2000)
- A Magyar Köztársasági Érdemrend középkeresztje (2004)
- A Magyar Köztársasági Érdemrend középkeresztje a csillaggal (2008)
- Budapest díszpolgára (2008)
- Az Évtized Vízilabdázója (2010)[6]
- Miniszteri elismerő oklevél (2012)
- Halhatatlan Magyar Sportolók Egyesületének tagja (2015)
- Prima díj (2015)
- Az úszósportok Hírességek csarnoka tagja (2015)[7]
- Recco díszpolgára[8]

## Könyve
- Kása - Egy magyar pólós világsztár életének első 36 éve (M. Kiss Csabával közösen) (Ulpius-ház, 2012, ISBN 9789632546995)